# Erdem Özgenç
Erdem Özgenç (Hendek, 22 agosto 1984) è un ex calciatore turco, di ruolo difensore.

## Carriera
Ha giocato con vari club nella prima divisione turca, nella quale in carriera ha totalizzato complessivamente 180 presenze e 7 reti. Ha inoltre anche giocato 4 partite nei turni preliminari di UEFA Europa League.

## Palmarès

### Club

#### Competizioni nazionali
- TFF 1. Lig: 1

Ankaragücü: 2021-2022